# Buchen (Luzein)
Buchen (o Buchen im Prättigau, toponimo tedesco; in romancio Fagieu, desueto) è una frazione del comune svizzero di Luzein, nella regione Prettigovia/Davos (Canton Grigioni).

## Storia
Già comune autonomo, nel 1892 è stato aggregato al comune di Luzein assieme agli altri comuni soppressi di Pany e Putz.